# تمسية (التمسية)
تمسية هي إحدى مشيخات المملكة المغربية، تتبع جغرافيا لعمالة إنزكان آيت ملول وإداريًا لالتمسية. يقدر عدد سكانها بـ 11458 نسمة حسب الإحصاء الرسمي للسكان والسكنى لسنة 2004.